# Aldershot Town Football Club
El Aldershot Town Football Club es una asociación de club de fútbol profesional con sede en Aldershot, Hampshire, Inglaterra. El club participa en la National League, la quinta división del fútbol inglés. El club fue fundado en la primavera de 1992, tras el cierre por deudas del Aldershot FC, club de cuarta división. 
Aldershot Town juega en Recreation Ground, en Aldershot. Ellos compitieron en la Football League Two entre 2008 y 2013, pero fueron relegados de la Football League al final de la temporada 2012-13. Aldershot Town entró en la administración, el 2 de mayo de 2013.

## Historia

### Formación y años en la Isthmian League
En marzo de 1992 la ciudad de Aldershot no tenía equipos de fútbol después del Aldershot F.C. que fue el primer equipo en jugar la Football League. El Aldershot Town nació más tarde ese mismo año, y comenzó la carrera compitiendo en la Isthmian League Three. A pesar de que Aldershot Town jugó en 5 divisiones inferiores a la Football League, la asistencia para su primer partido oficial fue más alta que en la última eliminatoria de origen del antiguo equipo. Diez victorias consecutivas se registraron bajo la dirección del exjugador Steve Wignall y Aldershot ganó el campeonato por un margen de 18 puntos.
Una promoción y una colocación en cuartos de final de la FA Vase se logró en la temporada 1993-94. Cuando Steve Wignall partió para hacerse cargo del Colchester United a mitad de camino a través de la temporada 1994-95, el exdelantero del Nottingham Forest, Steve Wigley se hizo cargo. El club terminó la temporada 1994-95 con una racha de seis victorias consecutivas, pero perdió en la promoción por diferencia de goles. Después de perder por durante las próximas dos temporadas Wigley dejó en julio de 1997 para convertirse en Oficial de Desarrollo de Juveniles en el Nottingham Forest. Fue sustituido por George Borg. Las asistencias siguieron aumentando durante este período y el último partido de la temporada 1997-98, ganador del campeonato de Isthmian League First Division, en casa contra el Berkhamsted Town, atrayendo 4.289 personas al Recreation Ground (un récord en la liga). El éxito bajo Borg continuó con una Isthmian League Cup, dos Hampshire Senior Cup y un subcampeonato en la Isthmian League Premier Division.
Las reservas del club fueron reintegradas en 2001-01 y llegó a la Suburban League. La FA Cup en 2000-01 vio a Aldershot tomar oposición en la liga en Recreation Ground, por primera vez desde la reforma, cuando Brighton & Hove Albion visitó, por la 1.ª ronda en noviembre y un récord de asistencia de 7.500 vio al equipo ganar la liga. En la FA Cup de la temporada siguiente Los Tiradores lograron empatar con el Bristol Rovers en primera ronda, pero perdió en la segunda ronda por la repetición en Bristol.
George Borg renunció como entrenador en noviembre de 2001 tras la presión de los partidarios y fue reemplazado por Terry Brown. Ganó su primer partido en el cargo superando al Newport IOW 1-0 en la Hampshire Senior Cup, por las semifinales, tomando Los Tiradores ganando la final frente al Havant & Waterlooville. En la primera temporada completa de Brown en el cargo que renovó el equipo, y para mediados de noviembre, Los Tiradores fueron parte superior de la tabla, una posición que no renunciaron por el resto de la temporada, ascendieron a la  Football Conference ganando la promoción. El club también retuvo la Hampshire Senior Cup ganándole 2-1 al Bashley.

### Años en la Football Conference
Una multitud de 3.680 vio el primer juego de Aldershot en la Conference, una victoria 2-1 sobre Accrington Stanley. El club pasó a permanecer en las posiciones de play-off en la tabla de la liga. Los Tiradores igualaron su mejor vez que ha quedado en la FA Cup, alcanzando la segunda ronda y perder 1-0 frente al Colchester United en el Layer Road. El club llegó a su primera semifinal de la FA Trophy, perdiendo ante los ganadores, Hednesford Town y el promedio de asistencia para los partidos de liga en el Recreation Ground terminó en un histórico número de 3.303.
El 1-1 contra el Tamworth en el último día de la temporada llevó a Los Tiradores a los play-offs por un lugar en la Football League. A doble partido Los Tiradores se enfrentaron a los favoritos, el Hereford United, empatando 1-1 en Recreation Ground y 0-0 en Edgar Street. El tiempo extra terminó sin ningún puntaje más y el empate concluyó en los penaltis con Los Tiradores ganando 4-2. En 2004 el play-off final de la Conference contra el Shrewsbury Town terminó 1-1 en la prórroga. Shrewsbury regresó a la liga con una victoria 3-0 en la tanda de penaltis.
En mayo de 2004 los funcionarios del club tomaron la decisión de convertir al Aldershot Town en un estatus profesional a partir de julio del año siguiente. En 2004-05 Los Tiradores una vez más igualaron su mejor vez en la FA Cup al llegar a la segunda ronda, donde perdieron 5-1 frente al Hartlepool United. Después de un comienzo lento en la liga, Aldershot mejoró su forma y llegó a la eliminatoria tras vencer al Scarborough, en el último partido de la temporada. Los Tiradores ganaron el partido de ida contra el Carlisle United 1-0 en casa, pero perdió el partido de ida 2-1, dando un global de 2-2. El tiempo extra no podía separar las ventajas y el empate fue a penaltis, con Carlisle ganando la tanda.
Las dos temporadas siguientes fueron menos exitosas para Los Tiradores. En 2005-06 el Aldershot sufre numerosas lesiones, y se colocaban en la posición 13 de la tabla. El equipo llegó a la segunda ronda de la FA Cup, perdiendo en casa 1-0 frente al Scunthorpe United. La siguiente temporada fue igualmente decepcionante, con el lado que nunca lograron conseguir lo suficientemente cerca del objetivo de terminar en las posiciones de play-offs. El club finalmente logró estar 9.º de 24 en la Conference Premier, terminando con 13 puntos frente a los play-offs. Terry Brown renunció, citando la mala salud de su esposa como la razón principal, aunque su posición puede haber sido insostenible en lo que respecta a la actuación de la temporada. Martin Kuhl asumió como encargado. Llegaron a la tercera ronda de la FA Cup por primera vez, perdiendo por 4-2 en Bloomfield Road contra el Blackpool.

#### Promoción a la Football League
En mayo de 2007 Gary Waddock fue nombrado el nuevo entrenador, con Martin Kuhl volviendo a su puesto de mánager. Los Tiradores comenzaron la temporada con fuerza, perdiendo algunos juegos antes de la vuelta del año. Jonny Dixon fue vendido al Brighton & Hove Albion en el mercado de invierno para un récord en el club de £56.000 (€72.420). Los Tiradores terminaron en la parte superior de la Conference Premier con un récord de 101 puntos, y promovió a la Football League, para la primera vez desde que el club fue reformado que termina la temporada en una racha de 18 partidos.
Los Tiradores también llegaron a la final de la Conference Premier Cup después de una victoria en la tanda de penales 4-3 frente a los vecinos de Woking en semifinales. La final, disputada en el Recreation Ground el 3 de abril, frente al Rushden & Diamonds. Con el marcador 1-1 a tiempo completo, a continuación, 3-3 después de la prórroga, Aldershot ganó 4-3 en la tanda de los penaltis.

### Football League
Dieciséis años después de la desaparición del Aldershot FC, la ciudad de Aldershot tuvo un nuevo equipo en la Football League. El club mantuvo a los jugadores de la temporada 2007-08, y añadió los nuevos contratos de Gary Waddock y Martin Kuhl por tres años. Joel Grant fue vendido al Crewe Alexandra por £130.000 (€168.119), un récord en el club. En el día de apertura de la temporada 2008-09, Aldershot Town ganó su primer partido de liga en su regreso a la Football League en Accrington Stanley por 1-0. Esto fue seguido cuatro días después por el primer partido de la Football League Cup, contra el Coventry City en el Ricoh Arena, el cual Los Tiradores perdieron 3-1. Los Tiradores terminaron decimoquintos en la League Two en su primera temporada en la Football League.
Dos meses después de la temporada 2009-10, el gerente de Gary Waddock y asistente de Martin Kuhl aceptan ofertas para unirse al Wycombe Wanderers. Jason Dodd fue designado como encargado, asistido por Paul Williams antes de que Kevin Dillon, el exentrenador del equipo de Reading, fue designado como sucesor permanente de Waddock en noviembre de 2009. Dos días después Dillon nombra a Gary Owers como su asistente. En virtud del nuevo equipo de gestión Aldershot terminó la temporada en sexto lugar, clasificando a los play-offs, en la que perdió 3-0 en el global ante Rotherham United.
En enero de 2011, Kevin Dillon y el asistente Gary Owers dejaron el club en un acuerdo mutuo, dejándolos 20.os en la League Two, después de haber ganado 6 de 22 partidos de liga. Dillon fue reemplazado por el gerente del Newport County, Dean Holdsworth. Holdsworth tuvo éxito en la eliminación de la amenazada del descenso, finalmente guio al club a la posición 14 en una carrera que incluyó solo 4 derrotas en la segunda mitad de la temporada. Aldershot acabó 11.º en la temporada 2011-12. Una buena carrera en la League Cup, viendo al Manchester United en casa, que terminó en una victoria del Manchester United 3-0. Holdsworth fue despedido por el Aldershot el 20 de febrero de 2013, con el equipo en el lugar 20 en la League Two.

### Administración y retorno a la Conference
El 1 de mayo de 2013, el Aldershot Town anunció que estaban en dificultades financieras, con los salarios de los jugadores sin pagar. El presidente ejecutivo, Andrew Mills, anunció su renuncia diciendo que no había evidencia de que el principal accionista Kris Machala tuviera la capacidad de financiar el club. El director Tony Knights admitió que el club había sido una hemorragia de dinero. El 2 de mayo de 2013, solo cinco días después de su descenso de la Football League, entró oficialmente una nueva administración. El club cayó a una deuda de más de £1 millón.
El 1 de agosto de 2013, Aldershot Town confirmó la compra del club por un consorcio liderado por el expresidente Shahid Azeem. En conjunto, el club anunció un acuerdo de un lucrativo contrato con el Chelsea para que las academias y reservas alberguen un gran número de partidos durante los próximos dos años.

## Estadio
Juega sus partidos en el The Recreation Ground, con capacidad para 7100 espectadores, y fue la sede del desaparecido Aldershot FC.

## Entrenadores
| Nombre                                       | País       | Desde                    | Hasta                         | J   | G   | E  | P  | % Victoria | Promedio de puntos |
| -------------------------------------------- | ---------- | ------------------------ | ----------------------------- | --- | --- | -- | -- | ---------- | ------------------ |
| Steve Wignall                                | Inglaterra | 23 de mayo de 1992       | 12 de enero de 1995           | 146 | 97  | 24 | 25 | 66.43%     | 2.16               |
| Paul Shrubb(i)                               | Inglaterra | 13 de enero de 1995      | 25 de enero de 1995           | 1   | 1   | 0  | 0  | 100.00%    | 3.00               |
| Steve Wigley                                 | Inglaterra | 26 de enero de 1995      | 30 de julio de 1997           | 135 | 72  | 25 | 38 | 53.33%     | 1.79               |
| Andy Meyer(i), Mark Butler(i) & Joe Roach(i) | Inglaterra | 1 de agosto de 1997      | 17 de septiembre de 1997      | 8   | 3   | 2  | 3  | 37.50%     | 1.38               |
| George Borg                                  | Inglaterra | 18 de septiembre de 1997 | 31 de enero de 2002           | 261 | 147 | 50 | 64 | 56.32%     | 1.88               |
| Stuart Cash(i)                               | Inglaterra | 1 de febrero de 2002     | 19 de marzo de 2002           | 12  | 7   | 2  | 3  | 58.33%     | 1.92               |
| Terry Brown                                  | Inglaterra | 20 de marzo de 2002      | 27 de marzo de 2007           | 284 | 145 | 52 | 87 | 51.05%     | 1.71               |
| Martin Kuhl(i)                               | Inglaterra | 28 de marzo de 2007      | 16 de mayo de 2007            | 11  | 5   | 3  | 3  | 45.45%     | 1.64               |
| Gary Waddock                                 | Irlanda    | 17 de mayo de 2007       | 13 de octubre de 2009         | 128 | 64  | 27 | 37 | 50.00%     | 1.71               |
| Jason Dodd(i)                                | Inglaterra | 14 de octubre de 2009    | 8 de noviembre de 2009        | 4   | 1   | 1  | 2  | 25.00%     | 1.00               |
| Kevin Dillon                                 | Inglaterra | 9 de noviembre de 2009   | 10 de enero de 2011           | 63  | 22  | 17 | 24 | 34.92%     | 1.32               |
| Dean Holdsworth                              | Inglaterra | 11 de enero de 2011      | 20 de febrero de 2013         | 118 | 42  | 35 | 42 | 35.59%     | 1.36               |
| Andy Scott                                   | Inglaterra | 22 de febrero de 2013    | 21 de enero de 2015           | 103 | 33  | 28 | 42 | 32.04%     | 1.23               |
| Barry Smith                                  | Escocia    | 27 de abril de 2015      | Final de la temporada 2015-16 | 49  | 17  | 9  | 23 | 34.69%     | 1.22               |
| Gary Waddock                                 | Irlanda    | 5 de mayo de 2016        | Presente                      | 0   | 0   | 0  | 0  | 0%         | 0/0                |

- (c) = entrenador interino
- Actualizado al 20 de abril de 2013

## Récords

### Más Apariciones
| #  | Jugador         | Periodo                          | Apariciones |
| -- | --------------- | -------------------------------- | ----------- |
| 1  | Jason Chewins   | 1994–2004                        | 489         |
| 2  | Nikki Bull      | 2002–2009                        | 313         |
| 3  | Mark Butler     | 1992–1998                        | 303         |
| 4  | Stuart Udal     | 1992–1997                        | 236         |
| 5= | Anthony Charles | 2002–2003 & 2006–2011            | 229         |
| 5= | Anthony Straker | 2007–2012                        | 229         |
| 7  | Danny Hylton    | 2005–2013                        | 226         |
| 8  | Jimmy Sugrue    | 1994–1996, 1996–2000 & 2001–2002 | 200         |
| 9  | Danny Holmes    | 1993–1998                        | 194         |
| 10 | Ben Herd        | 2009-2013                        | 191         |

- Actualizado el 26 de junio de 2016

### Más goles
| #  | Jugador         | Periodo               | Goles |
| -- | --------------- | --------------------- | ----- |
| 1  | Mark Butler     | 1992–1998             | 155   |
| 2  | Gary Abbott     | 1998–2001             | 120   |
| 3= | Steve Stairs    | 1992–1995             | 75    |
| 3= | Roy Young       | 1994–1999             | 75    |
| 5  | John Grant      | 2006–2010             | 57    |
| 6= | Stafford Browne | 2000–2002 & 2002–2003 | 53    |
| 6= | Danny Hylton    | 2005-2013             | 53    |
| 8  | Tim Sills       | 2003-2006 y 2010-2011 | 52    |
| 9  | Roscoe D'Sane   | 2002–2005             | 48    |
| 10 | Kirk Hudson     | 2005–2010             | 45    |

- Actualizado al 26 de junio de 2016

### Transferencias
Fichaje récord
- Marvin Morgan del Woking fue la oferta más elevada del club en mayo de 2008. Previamente, Grant Payne, en ese momento jugador del Woking fichó por el Aldershot Town por una cantidad de £20.000, en noviembre de 1999.

Venta récord
- Joel Grant fue vendido al Crewe Alexandra por £130.000 en junio de 2008.

#### Mejores actuaciones
- FA Vase
  - Cuartos de final, 1993-1994
- Hampshire Senior Cup
  - Campeones, 1998-1999, 1999-2000, 2001-2002, 2002-2003 y 2006-2007
- Isthmian League
  - Campeones, 1998-1999
- FA Trophy
  - Semifinales, 2003-2004 y 2007-2008
- Conference League Cup
  - Campeones, 2007-2008
- Football League Trophy
  - Segunda ronda, 2009-2010 y 2010-2011
- Football League Cup
  - Cuarta ronda, 2011-2012
- FA Cup
  - Cuarta ronda, 2012-2013

## Temporadas y temporadas récord
| Temporada                                                         | División                                                          | Posición                                                          | Eventos significativos |
| Aldershot Town acepta entrar en la Isthmian League Division Three | Aldershot Town acepta entrar en la Isthmian League Division Three | Aldershot Town acepta entrar en la Isthmian League Division Three | Aldershot Town acepta entrar en la Isthmian League Division Three                                                                   |
| ----------------------------------------------------------------- | ----------------------------------------------------------------- | ----------------------------------------------------------------- | --- |
| 1992–93                                                           | Isthmian League Division Three                                    | 1                                                                 | Asciende y campeones |
| 1993–94                                                           | Isthmian League Division Two                                      | 3                                                                 | Asciende, cuartos de final de la FA Vase                                                                                            |
| 1994–95                                                           | Isthmian League Division One                                      | 4                                                                 | 1 ronda clasificatoria de la FA Cup y 3 ronda clasificatoria de la FA Trophy                                                        |
| 1995–96                                                           | Isthmian League Division One                                      | 5                                                                 | 4 ronda clasificatoria de la FA Cup y 3 ronda clasificatoria de la FA Trophy                                                        |
| 1996–97                                                           | Isthmian League Division One                                      | 7                                                                 | 2 ronda clasificatoria de la FA Cup y 3 ronda clasificatoria de la FA Trophy                                                        |
| 1997–98                                                           | Isthmian League Division One                                      | 1                                                                 | Ascienden y campeones, 1 ronda clasificatoria de la FA Cup y 3 ronda clasificatoria de la FA Trophy                                 |
| 1998–99                                                           | Isthmian League Premier Division                                  | 7                                                                 | 4 ronda clasificatoria de la FA Cup, 4 ronda de la FA Trophy y campeones de la Hampshire Senior Cup                                 |
| 1999–2000                                                         | Isthmian League Premier Division                                  | 2                                                                 | 2 ronda de la FA Cup, 4 ronda de la FA Trophy y campeones de la Hampshire Senior Cup                                                |
| 2000–01                                                           | Isthmian League Premier Division                                  | 4                                                                 | 1 ronda de la FA Cup y 3 ronda de la FA Trophy                                                                                      |
| 2001–02                                                           | Isthmian League Premier Division                                  | 3                                                                 | 1 ronda de la FA Cup, 3 ronda de la FA Trophy y campeones de la Hampshire Senior Cup                                                |
| 2002–03                                                           | Isthmian League Premier Division                                  | 1                                                                 | Ascienden y campeones, 4 ronda clasificatoria de la FA Cup y campeones de la Hampshire Senior Cup                                   |
| 2003–04                                                           | Football Conference                                               | 5                                                                 | 2 ronda de la FA Cup, semifinal de la FA Trophy y final de la eliminatoria de ascenso                                               |
| 2004–05                                                           | Conference Premier                                                | 4                                                                 | 2 ronda de la FA Cup, primera ronda de la Football League Trophy y semifinal de la eliminatoria de ascenso.                         |
| 2005–06                                                           | Conference Premier                                                | 13                                                                | 2 ronda de la FA Cup y 1 ronda de la Football League Trophy                                                                         |
| 2006–07                                                           | Conference Premier                                                | 9                                                                 | 3 ronda de la FA Cup y campeones de la Hampshire Senior Cup                                                                         |
| 2007–08                                                           | Conference Premier                                                | 1                                                                 | Ascienden y campeones, 1 ronda de la FA Cup, semifinal de la FA Trophy y campeones de la Conference League Cup                      |
| 2008–09                                                           | Football League Two                                               | 15                                                                | 2 ronda de la FA Cup, 1 ronda de la Football League Cup y 1 ronda de la Football League Trophy                                      |
| 2009–10                                                           | Football League Two                                               | 6                                                                 | 2 ronda de la FA Cup , 1 ronda de la Football League Cup, 2 ronda de la Football League Trophy, play-offs de la Football League Two |
| 2010–11                                                           | Football League Two                                               | 14                                                                | 2 ronda de la FA Cup, 1 ronda de la Football League Cup y 2 ronda de la Football League Trophy                                      |
| 2011–12                                                           | Football League Two                                               | 11                                                                | 2 ronda de la FA Cup, 4 ronda de la Football League Cup y 2 ronda de la Football League Trophy                                      |
| 2012–13                                                           | Football League Two                                               | 24                                                                | 4 ronda de la FA Cup, 1 ronda de la Football League Cup y 2 ronda de la Football League Trophy                                      |

## Palmarés
| Competición nacional       | Títulos | Subcampeonatos |
| -------------------------- | ------- | -------------- |
| National League (1/0)      | 2007–08 |                |
| Isthmian League (1/0)      | 2002–03 |                |
| Conference League Cu (1/0) | 2007–08 |                |